# 전예은
전예은(1985년~)은 대한민국의 작곡가이자 대학교수이다.

## 삶
서울대학교 음악대학 작곡과 4학년 재학 당시, 우연히 접한 미국의 현대음악과 미국 내 활동하는 작곡가들의 다양한 활동/협업에 끌려 미국에서 유학생활을 했다. 2013년 ASCAP(미국 저작권협회)의 Morton Gould 젊은작곡가상을 시작으로 Georgina Joshi 작곡상(2014), ISCM 세계현대음악제 입선(2016), 문화체육관광부 장관 표창(2022), 대한민국예술원 제1회 젊은예술가상(2022)등을 수상했고, 서울시향과 국립 오페라단, LA Philharmonic orchestra, 바이올리니스트 Anne-Sophie Mutter 등의 위촉, 국립심포니오케스트라의 상주작곡가(2022~2023)로서의 위촉 및 세계 초연 등으로 활동을 이어나가며 대한민국의 클래식 작곡계를 이끌어가는 인물들 중 하나이다.  
또한 현재 국민대학교 예술대학 조교수로 역임하며 후진양성에 힘쓰고 있다.

## 학력
- 서울대학교 작곡과 학사 (2004~2008)
- Eastman school of music(이스트만 음악학교) 대학원 작곡과 석사 (2008~2010)

- Indiana Seminary(인디애나 대학교) 대학원 작곡과 박사 (2011~2015)

## 경력
- 국립심포니오케스트라 상주작곡가 (2022~2023)[2]
- 국민대학교 음악학부 조교수 (2024~)

## 수상
- 창악회 콩쿨 우수상 (2007)
- ASCAP (미국 저작권협회) Morton Gould 젊은작곡가상 (2013)
- Georgina Joshi 작곡상 (2014)
- ISCM 세계현대음악제 입선 (2016)
- 문화체육관광부 장관 표창 (2022)
- 대한민국예술원 제1회 젊은예술가상 (2022)

## 주요 작품
- OPERA(오페라)
  - 오페라 <Red Shoes (레드 슈즈)> (2020)
  - 서정오페라 <Brahms... (브람스)> (2021) - 영상 감상(전예은 유튜브)
- ORCHESTRA(관현악곡)
  - A Little Puppet Play(작은 인형극) (2014)
  - 놀이(PLAY!) (2015)
  - Urban Symphony(도시 교향곡) (2017) - 영상 감상(전예은 유튜브)
  - Violin Concerto(바이올린 협주곡) (2020)
  - Toy Symphony(장난감 교향곡) (2021) 
    - 국립심포니오케스트라 위촉 및 세계 초연 - 영상 감상, 인터뷰 영상

  - Tuning Overture(튜닝 서곡) (2023) - 인터뷰 영상
- CHAMBER(실내악곡)
  - A Little Puppet Play (2010)
  - Urban Polyphony (2013)
  - Broken Clocks(고장난 시계들) (2017) - 영상 감상
  - Etoiles Collages(별의 노래) (2018) - 영상 감상
  - Kafkaesque (2019)
  - Partita(파르티타) (2021)
  - Urban Light (2021)
  - Kinderszenen(어린이 정경) (2024)

- SOLO(독주곡)
  - Burlesque Dance (2017) - 인터뷰 영상
  - Erik Suite (2022)

- VOCAL
  - Kkomaya Kkomaya(꼬마야 꼬마야) (2012)
  - A Song hasn’t been sung yet (2012)
  - A Game of Fives (2013) - 영상 감상, 영상 감상(전예은 유튜브)
  - Misty Sunrise (2014)
  - Read My Riddle!! (2014)

## 공연
- 국립오페라단 레드슈즈 (2020.09.04~2020.09.05)
- 서정오페라_브람스 Brahms... (2021.05.13~2021.05.16)
- 국립심포니오케스트라 DR’s Pick Ⅲ ‘세헤라자데’ (2020.11.03)
- 국립심포니오케스트라 브람스 교향곡 4번 (2023.04.06)

## 저서
- Nouvelles Etudes